# Herr Ågren
Herr Ågren är en fiktiv person som representerar ånger (namnet är ett anagram av ordet ånger), bakfylla eller ångest.

## Exempel på omnämnanden i populärkultur
- "Visan om Ågren" är en sång av Ulf Peder Olrog.
- "Herr Ågren" är ett smeknamn som används av rapparen Organism 12.
- "Herr Ågren" är en låt av punkbandet Mimikry.
- "Herr Ågren" förekommer i sången "Sibylla" av punkbandet Hans & Greta.
- "Herr Ågren" förekommer i visor av Cornelis Vreeswijk, Ola Magnell och Lars Winnerbäck.
- "Ågren" förekommer i Eva Dahlgrens låt "Jag vill ha dej" (1981): "står Ågren bredvid och klappar mig på axeln".
- "Ågren" förekommer i dagboksromanen Berts första betraktelser från 1990. Det sker då Bert, snart 13 år, pantsätter sin fars vigselring och sedan ångrar sig. Bert påstår att Gud skickar Herr Ågren.
- "Ågren" refereras till i Jävlaranammas låt "Fel häst" där refrängen inleds med "Åh, åh, Gud vilket Ågren, nu har man tänkt med kuken igen".
- "Ågren" refereras i Tjuvjakts låt "Gå hem Ågren". "Gå hem Ågren" är tillägnad psykisk ohälsa, som i Tjuvjakts fall sannolikt blivit amplifierat av det intensiva musikerlivet och allt vad det innebär.
- "Doktor Ågren" förekommer i Björn Rosenströms sång "En gång är ingen gång".